# Хауценберг
Хауценберг (њем. Hauzenberg) град је у њемачкој савезној држави Баварска. Једно је од 38 општинских средишта округа Пасау. Према процјени из 2010. у граду је живјело 12.162 становника. Посједује регионалну шифру (AGS) 9275126.

## Географски и демографски подаци
Хауценберг се налази у савезној држави Баварска у округу Пасау. Град се налази на надморској висини од 546 метара. Површина општине износи 82,8 km². У самом граду је, према процјени из 2010. године, живјело 12.162 становника. Просјечна густина становништва износи 147 становника/km².

## Међународна сарадња
| Мјесто        | Држава | Врста сарадње | Од    |
| ------------- | ------ | ------------- | ----- |
| Чешки Крумлов | Чешка  | партнерство   | 1992. |
| Извор         |        |               |       |